# B-1 (Bosnië en Herzegovina)
De B-1 of Brza cesta 1 is een geplande expresweg in Bosnië en Herzegovina, die door zowel de Federatie van Bosnië en Herzegovina als de Servische Republiek zal lopen. De weg zal van de Kroatische grens bij Bihac via Ključ, Jajce, Donji Vakuf en Travnik naar Zenica lopen. In Kroatië zal de weg als D217 verder lopen naar Karlovac. Bij Zenica zal de weg aansluiten op de A-1 tussen Sarajevo en Doboj. Zo zal de B-1 een alternatief gaan vormen voor de nationale weg M-5.
De B-1 zal onderdeel worden van de E761 tussen Bihać en Zaječar in Servië.